# Maison Nicol
La maison Nicol est une maison située en France sur la commune de Mas-Saintes-Puelles, dans le département de l'Aude en région Occitanie.
Elle fait l’objet d'une inscription au titre des monuments historiques depuis le 17 septembre 1964.

## Localisation
La maison est située sur la commune de Mas-Saintes-Puelles, dans le département français de l'Aude.

## Historique
L'édifice est inscrit au titre des monuments historiques en 1964.